# جيمس تومسون باين
جيمس تومسون باين (بالإنجليزية: James Thompson Bain) هو نقابي جنوب أفريقي، ولد في 6 مارس 1860، وتوفي في 29 أكتوبر 1919.